# Abdel Salem Arif

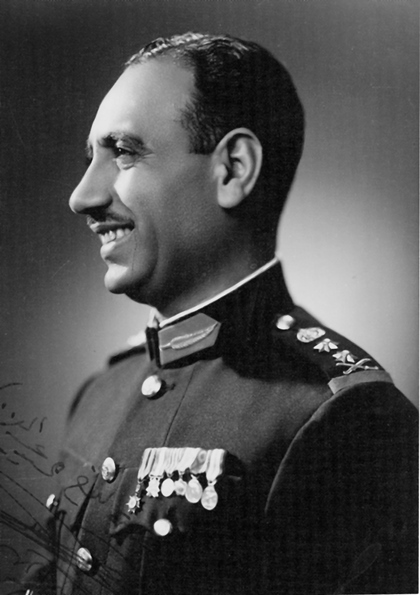
Abdel Salem Arif

Adel Salem Arif (Arabisch: عبد السلام محمد عارف الجميلي, `Abd as-Salām `Ārif Al-jumaili) (Bagdad, 21 maart 1921 - aldaar, 13 april 1966) was een Iraaks staatsman en militair.
Hij was lid van de Arabisch nationalistische Vrije Officieren en speelde een sleutelrol tijdens de staatsgreep van 14 juli 1958 waarbij de monarchie onder koning Faisal II omver werd geworpen (de koninklijke familie werd zo goed als uitgemoord. Ook premier Nuri al-Said kwam om het leven.). Na de staatsgreep werd Arif vicepremier van de Iraakse Republiek. Als nasserist (zie ook Arabisch nationalisme) keerde hij zich spoedig tegen de zijns inziens antinationalistische koers van premier Abdul Karim Qassem.
In 1959 pleegde hij met behulp van de Ba'ath-partij een mislukte staatsgreep. Daarop werd gearresteerd en opgesloten. In 1961 verkreeg hij amnestie en werd hij gerehabiliteerd. Op 8 februari 1963 pleegde hij echter samen met de Ba'ath en andere officieren een geslaagde staatsgreep tegen Qassem, die daarbij om het leven kwam. Arif werd daarop president, in november zette hij de Ba'ath buitenspel en werd hij tevens minister-president. In 1966 kwam hij bij een helikopterongeluk om het leven. Zijn broer Abdel Rahman Arif volgde hem op.
- Bibliothèque nationale de France: cb15038846x (data)
- Gemeinsame Normdatei: 129794724
- International Standard Name Identifier: 0000 0000 2874 5670
- Library of Congress Control Number: n88242535
- Nationale Bibliotheek van Israël: 987007278713005171
- Nederlandse Thesaurus van Auteursnamen: 089173023
- Virtual International Authority File: 35544857
- WorldCat: E39PBJyxj3qvB6RKpVBkWqrDv3